# Palaeoblossia groehni
Genre
Espèce
Palaeoblossia groehni, unique représentant du genre Palaeoblossia, est une espèce fossile de solifuges de la famille des Daesiidae.

## Distribution
Cette espèce a été découverte dans de l'ambre de la mer Baltique. Elle date de l'Éocène.

### Publication originale
- Dunlop, Wunderlich & Poinar, 2004 : The first fossil opilioacariform mite (Acari:Opilioacariformes) and the first Baltic amber camel spider (Solifugae). Transactions of the Royal Society of Edinburgh: Earth Sciences, vol. 94, p. 261–273 ([ texte intégral]).